# Aaviikki
Aaviikki är en ö i Finland. Den ligger i Skärgårdshavet och i kommunen Sankt Karins i den ekonomiska regionen  Åbo ekonomiska region i landskapet Egentliga Finland, i den sydvästra delen av landet. Ön ligger omkring 18 kilometer sydöst om Åbo och omkring 130 kilometer väster om Helsingfors.
Öns area är 20,9 hektar och dess största längd är 0,7 kilometer i öst-västlig riktning. Ön höjer sig omkring 45 meter över havsytan.